# Композиционная проволока
Композиционная проволока - присадочный или электродный материал для дуговой и электрошлаковой сварки и наплавки. Конструкция композиционной проволоки состоит из трубчатой оболочки и наполнителя, содержащего металлические порошковые и проволочные компоненты. Промышленное изготовление композиционной проволоки возможно на существующем технологическом оборудовании для изготовления порошковых проволок с незначительной его переналадкой. Использование композиционных проволок в процессах дуговой и электрошлаковой наплавки позволяет изготавливать и ремонтировать изделия и конструкции ответственного назначения из сплавов на основе интерметаллических соединений.
Технологическая надежность – важнейшая характеристика композиционных проволок, от которой зависит качество наплавленного металла. На неё влияют конструкция, способ изготовления проволоки и применяемые исходные компоненты. Характеризуют технологическую надежность совокупностью показателей: постоянством коэффициента заполнения, качеством изоляции шихты от воздуха, равномерностью распределения легирующих элементов и качеством формируемой из металлической ленты оболочки.
Невысокой надежностью обладают проволоки с оболочками из упрочняющихся при деформации материалов: никеля, кобальта и их сплавов, а также из коррозионностойких сталей. Такие материалы, изготовленные по традиционной технологии (формирование оболочки и дозирование шихты; сварка стыка кромок оболочки; отжиг сварного шва; последовательное многократное волочение, чередующееся с термообработкой), имеют большую себестоимость и недостаточное качество вследствие окисления шихты при нагреве. Если не производить термическую обработку проволоки, то она в процессе волочения обрывается, а в сварном соединении формируются трещины, нарушающие герметичность шихты.
Более технологичны, обладают хорошей герметичностью и равномерным распределением шихты композиционные проволоки, изготовленные из широкой ленты, сформированной в две оболочки. Но оболочку таких проволок можно изготавливать только из тонких лент (толщиной до 0,3 мм). При использовании более приемлемых относительно толстых лент (0,4…0,8 мм), в особенности изготовленных из упрочняющихся при деформации металлов и сплавов, оболочка плохо формируется, что влияет на гидратацию шихты, а проволока при волочении часто обрывается.